# Баянда
Баянда — село в Чунском районе Иркутской области России. Входит в состав Лесогорского городского поселения. Находится примерно в 12 км к юго-западу от районного центра.

## Население
По данным Всероссийской переписи, в 2010 году в селе проживали 264 человека (129 мужчин и 135 женщин).
| 2002 | 2010 | 2011 | 2012 |
| ---- | ---- | ---- | ---- |
| 361  | ↘264 | ↘263 | ↘251 |